# Lawrence Lemieux
Lawrence Lemieux (* 12. listopadu 1955 Edmonton) je bývalý kanadský jachtař. Na Letních olympijských hrách 1984 obsadil spolu s Witoldem Gesingem třinácté místo ve třídě Star. Na Letních olympijských hrách 1988 startoval ve třídě Finn. V páté rozjížďce, když byl na druhém místě celkového pořadí, přerušil závod, aby zachránil život dvojici singapurských závodníků ve třídě 470, jejichž loď se v prudkém větru převrátila: vytáhl trosečníky z vody a vyčkal u nich do příjezdu záchranného člunu. Kvůli tomuto zdržení se propadl na jedenácté místo celkového pořadí. Byl však pozván na vyhlášení vítězů a Juan Antonio Samaranch mu předal Medaili Pierra Coubertina za ušlechtilý sportovní čin.